# D'Amico Bottecchia/2015
Deze pagina geeft een overzicht van de D'Amico Bottecchia-wielerploeg in 2015.

## Algemeen
Manager: Ivan De Paolis
Ploegleider(s): Massimo Codol
Fiets: Bottecchia

## Renners
| Naam                | Geboortedatum | Nationaliteit | Ploeg 2014                   |
| ------------------- | ------------- | ------------- | ---------------------------- |
| Francesco Baldi     | 14-02-1996    | Italië        | Neo                          |
| Giorgio Bocchiola   | 22-01-1989    | Italië        | geen                         |
| Adriano Brogi       | 22-07-1991    | Italië        | geen                         |
| Gabriele Campello   | 18-11-1994    | Italië        | geen                         |
| Paolo Ciavatta      | 06-11-1984    | Italië        |                              |
| Eduardo Estrada     | 25-01-1995    | Colombia      | geen                         |
| Silvio Giorni       | 19-02-1992    | Italië        | geen                         |
| Davide Leone        | 08-10-1996    | Italië        | Neo                          |
| Iltjan Nika         | 23-03-1995    | Albanië       | geen                         |
| Antonino Parrinello | 02-10-1988    | Italië        | Androni Giocattoli-Venezuela |
| Nicola Poletti      | 01-08-1994    | Italië        | geen                         |

## Overwinningen
Nationale kampioenschappen wielrennen
Albanië, Wegrit, Beloften: Iltjan Nika
Albanië, Tijdrit, Beloften: Iltjan Nika
2014 · 2015